# Nærøy-fjord
A Nærøy-fjord (Nærøyfjorden) egy fjord norvégiai Sogn og Fjordane megyében, Aurland községben. A Sogne-fjord 17 km hosszú mellékága. Meredek sziklafalak veszik körbe, amelyek néhol 1700 méteres magasságig emelkednek. A fjord a legszűkebb helyen mindössze 300 m széles.
A fjord lenyűgöző szépsége miatt kedvelt idegenforgalmi célpont; a nyári időszakban nagyobb turistahajók is felhajóznak a végénél fekvő Gudvangenig. A kőomlásveszély miatt a nagyobb hajók nem használhatják a kürtjüket a legszűkebb szakaszon.
A két parton néhány kisebb település és gazdaság található, amelyeket csak vízi úton lehet megközelíteni. A nyugati parton található Bakka, 1859-ben épült templomával.
A Nærøy-fjord 2005 óta – a Geiranger-fjorddal együtt – a világörökség része.

## Fordítás
- Ez a szócikk részben vagy egészben a Nærøyfjord című német Wikipédia-szócikk ezen változatának fordításán alapul.  Az eredeti cikk szerkesztőit annak laptörténete sorolja fel. Ez a jelzés csupán a megfogalmazás eredetét és a szerzői jogokat jelzi, nem szolgál a cikkben szereplő információk forrásmegjelöléseként.

## Külső hivatkozások
- West Norwegian Fjords – Geirangerfjord and Nærøyfjord – UNESCO Világörökség Központ (angol, francia)
- A tanácsadó testület értékelése – UNESCO Világörökség Központ (angol, francia)
- West Norwegian Fjords - Geirangerfjord and Nærøyfjord (2005) – Nordic World Heritage Foundation (angol)
- The West Norwegian Fjords, Riksantikvaren (angol)
- A Nærøy-fjord idegenforgalmi oldala (norvég, angol)
- Idegenforgalmi oldal (angol)